# 1979 en football
Cet article présente les faits marquants de l'année 1979 en football.

## Chronologie
- 16 mai : le FC Barcelone remporte la Coupe d'Europe des vainqueurs de coupes en s'imposant en finale sur le Fortuna Düsseldorf. Le score est de 4-3 après prolongation. C'est la première Coupe des coupes glanée par le FC Barcelone.

- 23 mai : le Borussia Mönchengladbach (Allemagne) remporte la Coupe de l'UEFA face à l'Étoile rouge de Belgrade (Yougoslavie). C'est la deuxième Coupe de l'UEFA remportée par le club de Mönchengladbach.

- 30 mai : Nottingham Forest (Angleterre), entraîné par Brian Clough, remporte la Ligue des champions face au Malmö FF (Suède). C'est la première Coupe des clubs champions européens gagnée Nottingham Forest.

- 16 juin, Coupe de France, finale : au Parc des Princes, le Football Club de Nantes s'impose 4-1 après prolongation face à l'AJ Auxerre (D2). C'est la première Coupe de France remportée par les canaris.

- 1er juillet : Valence CF enlève la coupe d'Espagne en battant en finale le Real Madrid CF par 2-0, deux buts de Mario Kempes.
- 10 juillet : tirage au sort des groupes européens. Au premier tour, le tirage semble plutôt favorable pour les clubs français :
- en Coupe des clubs champions, le RC Strasbourg jouera contre les Norvégiens du IF Stark, avant de tomber en quart de finale contre l'Ajax d'Amsterdam
 en Coupe UEFA, l'AS Monaco jouera contre les Russes du FC Chakhtior Donetsk et l'AS Saint-Étienne contre les Polonais de Widzew Łódź et
 en Coupe des coupes, le FC Nantes affrontera les Nord-Irlandais de Cliftonville FC.

## Champions nationaux
- Le Hambourg SV remporte le championnat d'Allemagne.
- Liverpool remporte le championnat d'Angleterre.
- Le Real Madrid remporte le championnat d'Espagne.
- Le RC Strasbourg remporte le championnat de France.
- Le Milan AC remporte le championnat d'Italie.
- Le KSK Beveren remporte le championnat de Belgique.
- L'Ajax Amsterdam remporte le championnat des Pays-Bas.

## Naissances
Plus d'informations : Liste d'acteurs du football nés en 1979.
- Éric Abidal, footballeur français.
- Pablo Aimar, footballeur argentin.
- Nicolas Anelka, footballeur français.
- Tim Cahill, footballeur australien.
- John Carew, footballeur norvégien.
- Júlio César, footballeur brésilien.
- Damien Duff, footballeur irlandais.
- Diego Forlán, footballeur uruguayen.
- Alexander Frei, footballeur suisse.
- Sidney Govou, footballeur français.
- Mickaël Landreau, footballeur français.
- Carlos Marchena, footballeur espagnol.
- Rafael Márquez, footballeur mexicain.
- Diego Milito, footballeur argentin.
- Adrian Mutu, footballeur roumain.
- Mamadou Niang, footballeur sénégalais.
- Ivica Olić, footballeur croate.
- Michael Owen, footballeur anglais.
- Andrea Pirlo, footballeur italien.
- Anthony Réveillère, footballeur français.
- Miklós  Fehér, footballeur hongrois
- Simão, footballeur portugais.

## Décès
Plus d'informations : Liste de personnalités du football décédées en 1979.
- 18 avril : Pedro Suárez, ailier argentin, quintuple champion d'Argentine.
- 22 juillet : Sándor Kocsis, attaquant hongrois, membre du Onze d'or hongrois.
- 21 août : Giuseppe Meazza, avant-centre italien, champion du monde 1934 et 1938.
- 31 octobre : Putte Kock, footballeur puis sélectionneur suédois, médaille d'or aux Jeux olympiques de 1948.
- 12 octobre : décès à 71 ans d'Albert Rode, joueur français[1].
- 1er novembre : Dominique Rustichelli, footballeur français[2].
- 19 novembre : Jean Snella, entraîneur français, triple champion de France avec l'AS Saint-Étienne. Il fut également sélectionneur de l'équipe de France.

## Liens
- RSSSF : Tous les résultats du monde